# 1984 Голяма награда на Белгия
1984 Голяма награда на Белгия е 31-вото за Голямата награда на Белгия и трети кръг от сезон 1984 във Формула 1, провежда се на 29 април 1984 година на пистата Золдер близо до Хьосден-Золдер, Белгия.

## Репортаж
Единствената промяна в стартовия списък е завръщането на отбора на Спирит, заедно с техния пилот Мауро Балди. Ероуз пуснаха в употреба задвижваният с двигател БМВ болид A7 за техния лидер Тиери Бутсен. Пиеркарло Гинзани се възстанови от контузията, която получи в предишния уикенд в Киалами.
Ферари бяха доминиращият отбор в квалификацията като Микеле Алборето взе пола с време 1:14.846. На около пет десети е съотборника му Рене Арну. След това са Кеке Розберг с Уилямс, Дерек Уорик с Рено, Елио де Анджелис с Лотус-Рено и Манфред Винкелхок със задвижвания с двигател БМВ болид на АТС. Пилотите на Макларън имаха лоша квалификация като Ален Прост е 8-и, а Ники Лауда 14-и. Филип Алио е единственият неквалифициран, след като двигателят на неговия РАМ изгоря, и след това турбото, когато той караше болида на съотборника си Джонатан Палмър.
Кеке Розберг имаше лош старт като едва болида му не загасна. Алборето поведе колоната, докато Уорик изпревари Арну за втора позиция. След края на първата обиколка класирането бе: Алборето, Уорик, Арну, Винкелхок, де Анджелис, Рикардо Патрезе с Алфа Ромео, Прост, Еди Чийвър, Нелсън Пикет и Патрик Тамбей. Джони Чекото отпадна след като съеденителят се повреди на неговия Толеман. След петата обиколка, Прост е вече на шеста позиция след като Патрезе е втория отпаднал с повреда на запалителя на неговата Алфа. Малко по-късно Прост също трябваше да прекрати участието си. Винкелхок който имаше добра квалификация, се доближи до Ферари-то на Арну. Пикет, който след отпадането на Прост се изкачва до шеста позиция, изпреварва „Лотус“-а на Де Анджелис за пета. Новият болид на Ероуз задвижван с двигател БМВ, управляван от Тиери Бутсен стигна до 11-а позиция, преди да спре в бокса с проблеми по двигателя. Той се върна на трасето, последен преди той окончателно да напусне състезанието. Битката за шеста позиция се водеше между де Анджелис, Чийвър и Розберг, който си върна изгубените позиции. Финландецът мина пред американеца в края на 22-рата обиколка. Междувременно Пикет също мина с позиция напред след като изпревари АТС на Винкелхок, преди да се отзове на трета позиция, със спирането на Рене Арну в бокса за смяна на гуми. Чийвър се намираше на пета позиция след пит-стопа на Арну и пред Винкелхок, преди повреда в двигателят на неговата Алфа да прекрати участието си. Розберг се доближи до Пикет, преди финландеца да го изпревари в 32-рата обиколка след грешка на бразилеца. Ники Лауда се намираше в средата на колоната, но по всичко изглежда че Макларън няма да вземат точки, след като малко по-късно и той напусна напреварата със счупена водна помпа. Щефан Белоф който стартира на 21-ва позиция се придвижи до 8-а позиция. Уорик спря в бокса в 34-та обиколка и се върна зад Уилямса на Кеке. Манфред Винкелхок се отзова 12-и след неговия пит-стоп, но както винаги надежността на болида D7 го предава, и в 39-а обиколка повреда по ауспуха го принуди да напусне състезанието. Розберг спря в 43-та и се върна зад де Анджелис и Белоф. Алборето продъжи да води, макар грешка в началото на 37-а обиколка да го прати за малко в зоната за сигурност. Но заради огромната разлика която има пред Уорик, той запази лидерството си дори и след като спря за смяна на гуми. Розберг и Арну бяха съответно 6-и и 7-и преди финландеца да направи грешка с едната гума излизайки извън трасето. Арну го изпревари в 55-а обиколка, след като французина мина и пред де Анджелис и Белоф. Малко по-късно Розберг направи двойно изпреварване и го прати на 5-а позиция. Белоф е единственият Тирел в надпреварата след като Мартин Брандъл отпадна в 51-ва обиколка като преди отпадането се намираше на 8-о място. Арну и Розберг изпревариха и Нелсън Пикет след като първо гумите на неговия Брабам са били износени а след това и повреда по двигателя. Въпреки това бразилеца е класиран 9-и. Алборето нямаше никакви проблеми, като това е трета победа за италианеца, и първа за новия си отбор. Уорик финишира на 42 секунди от Ферари-то, а Арну фниншира трети. Розберг финишира четвърти макар че болида му останал без гориво на последната обиколка. де Анджелис и Белоф финишираха съответно 5-и и 6-и.
Победата на Алборето е първи случай в който италианец каращ за черните кончета да печели Гран При, след победата на Людовико Скарфиоти през далечната 1966, когато той спечели ГП на Италия. Също така това е най-доброто класиране на Дерек Уорик, като той ще повтори успеха си в Брандс Хеч по-късно през сезона. Щефан Белоф финишира 6-и, но с дисквалификацията на Тирел по-късно през сезона, тази позиция е връчена на Аертон Сена който завърши 7-и в състезанието.

## Класиране
| Поз | No | Пилот             | Конструктор        | Оби. | Време/Отпадане  | Място | Точки |
| --- | -- | ----------------- | ------------------ | ---- | --------------- | ----- | ----- |
| 1   | 27 | Микеле Алборето   | Ферари             | 70   | 1:36:32.048     | 1     | 9     |
| 2   | 16 | Дерек Уорик       | Рено               | 70   | + 42.386        | 4     | 6     |
| 3   | 28 | Рене Арну         | Ферари             | 70   | + 1:09.803      | 2     | 4     |
| 4   | 6  | Кеке Розберг      | Уилямс-Хонда       | 69   | Без гориво      | 3     | 3     |
| 5   | 11 | Елио де Анджелис  | Лотус-Рено         | 69   | + 1 Об.         | 5     | 2     |
| 6   | 19 | Айртон Сена       | Толеман-Харт       | 68   | + 2 Об.         | 19    | 1     |
| 7   | 15 | Патрик Тамбе      | Рено               | 68   | + 2 Об.         | 12    |       |
| 8   | 17 | Марк Сюрер        | Ероуз-Форд         | 68   | + 2 Об.         | 24    |       |
| 9   | 1  | Нелсън Пикет      | Брабам-БМВ         | 66   | Двигател        | 9     |       |
| 10  | 10 | Джонатан Палмър   | РАМ-Харт           | 64   | + 6 Об.         | 26    |       |
| ДКФ | 4  | Щефан Белоф       | Тирел-Форд         | 69   | Дисквалифициран | 21    |       |
| Отп | 21 | Мауро Балди       | Спирит-Харт        | 53   | Окачване        | 25    |       |
| ДКФ | 3  | Мартин Брандъл    | Тирел-Форд         | 51   | Дисквалифициран | 22    |       |
| Отп | 26 | Андреа де Чезарис | Лижие-Рено         | 42   | Инцидент        | 13    |       |
| Отп | 2  | Тео Фаби          | Брабам-БМВ         | 42   | Завъртане       | 18    |       |
| Отп | 14 | Манфред Винкелхок | АТС-БМВ            | 39   | Ауспух          | 6     |       |
| Отп | 8  | Ники Лауда        | Макларън-ТАГ-Порше | 35   | Водна помпа     | 14    |       |
| Отп | 23 | Еди Чийвър        | Алфа Ромео         | 28   | Двигател        | 11    |       |
| Отп | 5  | Жак Лафит         | Уилямс-Хонда       | 15   | Електро         | 15    |       |
| Отп | 25 | Франсоа Есно      | Лижие-Рено         | 15   | Радиатор        | 23    |       |
| Отп | 18 | Тиери Бутсен      | Ероуз-БМВ          | 15   | Двигател        | 17    |       |
| Отп | 24 | Пиеркарло Гинзани | Осела-Алфа Ромео   | 14   | Трансмисия      | 20    |       |
| Отп | 12 | Найджъл Менсъл    | Лотус-Рено         | 14   | Съединител      | 10    |       |
| Отп | 7  | Ален Прост        | Макларън-ТАГ-Порше | 5    | Разпределител   | 8     |       |
| Отп | 22 | Рикардо Патрезе   | Алфа Ромео         | 2    | Запалване       | 7     |       |
| Отп | 20 | Джони Чекото      | Толеман-Харт       | 1    | Съединител      | 16    |       |
| НКв | 9  | Филип Алио        | РАМ-Харт           |      |                 |       |       |

## Класиране след състезанието
| Поз | Пилот            | Точки |
| --- | ---------------- | ----- |
| 1   | Ален Прост       | 15    |
| 2   | Дерек Уорик      | 10    |
| 3   | Микеле Алборето  | 9     |
| 4   | Ники Лауда       | 9     |
| 5   | Кеке Розберг     | 9     |
| 6   | Елио де Анджелис | 6     |
| 7   | Рене Арну        | 4     |
| 8   | Рикардо Патрезе  | 3     |

| Поз | Конструктор        | Точки |
| --- | ------------------ | ----- |
| 1   | Макларън-ТАГ-Порше | 24    |
| 2   | Ферари             | 13    |
| 3   | Рено               | 11    |
| 4   | Уилямс-Хонда       | 9     |
| 5   | Лотус-Рено         | 6     |
| 6   | Алфа Ромео         | 6     |
| 7   | Толеман-Харт       | 2     |
| 8   | Лижие-Рено         | 2     |